# بخش آتن، شهرستان ایسانتی، مینه سوتا
بخش آتن (به انگلیسی: Athens Township) یک منطقهٔ مسکونی در ایالات متحده آمریکا است که در شهرستان ایسانتی، مینه‌سوتا واقع شده‌است. بخش آتن ۸۲٫۲ کیلومتر مربع مساحت و ۲٬۳۲۲ نفر جمعیت دارد و ۲۸۲ متر بالاتر از سطح دریا واقع شده‌است.